# Iljinia regelii
Iljinia regelii là loài thực vật có hoa thuộc họ Dền. Loài này được (Bunge) Korovin mô tả khoa học đầu tiên năm 1935.